# 北卡罗来纳州州长
北卡罗来纳州州长是该州政府首脑，自1777年首任州长理查德·卡斯韦尔上任以来共有75人担任过此职。州长任期四年，同时担任由各位民选行政官员所组成的州务委员会主席。根据州宪法和法律，州长是北卡的最高行政长官，负责忠实执行州法律，同时兼任国民警卫队总司令和州预算主管。州长还拥有任命部分官员与法官、赦免罪犯及否决法案的权力。
历史上北卡罗来纳州州长的权力较为薄弱，缺乏逐项否决权，部分行政权则分散在州务委员会其他成员手中。尽管自20世纪中叶以来北卡政治竞争加剧，但共和党在州长选举中仍处劣势，民主党长期主政。现任州长为民主党人乔什·斯坦，自2025年1月1日起就任。

## 历史

### 殖民地总督时期
州长（总督）是北卡罗来纳州最古老的公职，其起源可追溯至1585年拉尔夫·莱恩被任命为罗阿诺克殖民地总督。1622至1731年间，卡罗来纳省（后分为南北卡罗来纳省）由领主任命总督。随后自1731年起总督改由英国王室任命，此时总督权力有限并多服从任命方意愿。总督由“总督委员会”协助治理，该委员会也是殖民地议会的上议院。此后该委员会改由枢密院指派，进一步削弱了总督权力。
1731年后，总督还需遵循来自贸易委员会的秘密指令。此类指令涵盖殖民政府的几乎所有事务，常与殖民地实际相冲突，导致总督与殖民地议会关系紧张。议会控制财政，常以扣发薪资为手段迫使总督让步。1770年代，总督乔赛亚·马丁坚定执行指令，与议会冲突加剧，最终促使议会设立通信委员会，加速了北卡罗来纳脱离英国统治的进程。

### 形成和战前时期
1776年，第五届省议会通过了北卡罗来纳州首部宪法，规定由议会两院联席选举州长，任期一年且六年内不得连任超过三届。候选人须年满30岁，在州内居住五年并拥有至少价值1,000英镑的土地。宪法还设立了由州议会决定的州务委员会，负责“为总督履行职责提供建议”。由于担心州长像前殖民地总督那样滥权，该职位自设立起权力便极为有限。在实践中，州务委员会限制了州长的行政权力，因为有时州长在采取行动之前必须征得他们的批准。州长被赋予赦免权及临时军事指挥权，但仅能在议会休会以及经州务委员会同意下作出行政任命。
第五届省议会选举理查德·卡斯韦尔为独立后的首任州长，此人于1777年1月16日就职。同年4月，州议会在首次会议中选举他连任。1835年宪法修正案规定州长由民众普选产生，任期两年且六年内不得连任超过两届，从而增强了其政治独立性。爱德华·毕晓普·达德利为首位民选州长。

### 1868年宪法

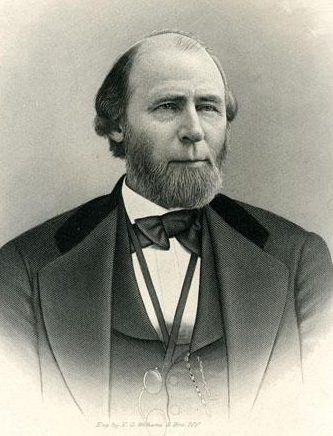
威廉·伍兹·霍尔顿是唯一一位遭弹劾并被免职的北卡罗来纳州州长

北卡罗来纳州于1868年通过新宪法，将州长任期延长至四年但不允许连任。新宪法明确规定“行政部门包含州长在内，州长拥有本州最高行政权。” 州长被赋予任命权，可在参议院同意下任命宪法设立或法律新设且未另有任命规定的官员。宪法还确认了州长的赦免、缓刑与减刑权，后被扩大解释为包括假释权。州务委员会改为由多位民选行政官员组成，州长主持其会议但不为正式成员。
1871年，州长威廉·伍兹·霍尔登遭弹劾并被免职，成为美国首位被罢免的州长，也是北卡历史上唯一一位被弹劾的州长。1875年州宪法修正案取消了州长对依法设立职位的任命权。此举实质上剥夺了州长的任命权，州长仅在无其他任命规定的宪法职位上保留名义职责，但当时不存在此类职位。19至20世纪初，围绕任命权的司法争议频发，多名州长纷纷呼吁恢复其任命权。

### 宪法和立法的改进

在奥利弗·马克斯·加德纳任职期间，州长的权力得到加强

《行政预算法》于1925年获通过，州长被指定为州预算主管。1929至1933年，州长奥利弗·马克斯·加德纳在任期间推动多项改革，集中政府职能，设立任命职位，从而增强了州长权力和地位。1933年，州议会批准了一项拟赋予州长否决权的宪法修正案公投，但因技术问题未获通过。1955年，宪法修正案将假释权从州长处转交至独立的州假释委员会。
20世纪50至60年代，多位州长和观察者呼吁宪法改革以扩大州长行政权。以上呼吁最终促成了1970年的立法行动，并于次年批准了新宪法。新宪法明确规定“本州行政权属于州长”，正式确立其为州行政首长，并重申其预算主管身份，同时确立其为州务委员会正式当然成员。1979年，州预算办公室被并入州长办公室。
1977年，北卡罗来纳州宪法修正案通过，允许州长连任一次，任期四年，此举增强了州长的政治权力。另一项修正案赋予州长在必要时缩减州支出的权力，以维持收支平衡。1995年公投通过宪法修正案，自翌年起州长获得否决权，成为全美最后一个获得此权力的州长。2002年，州长迈克·伊斯利首次行使否决权。尽管州长职位在20世纪获得更多制度性权力，但州议会也逐渐增强其政策独立性。2018年，议会将州长可任命职务从约1500个削减至300个。现任州长为民主党人乔希·斯坦，他于2025年1月1日就职。

## 选举

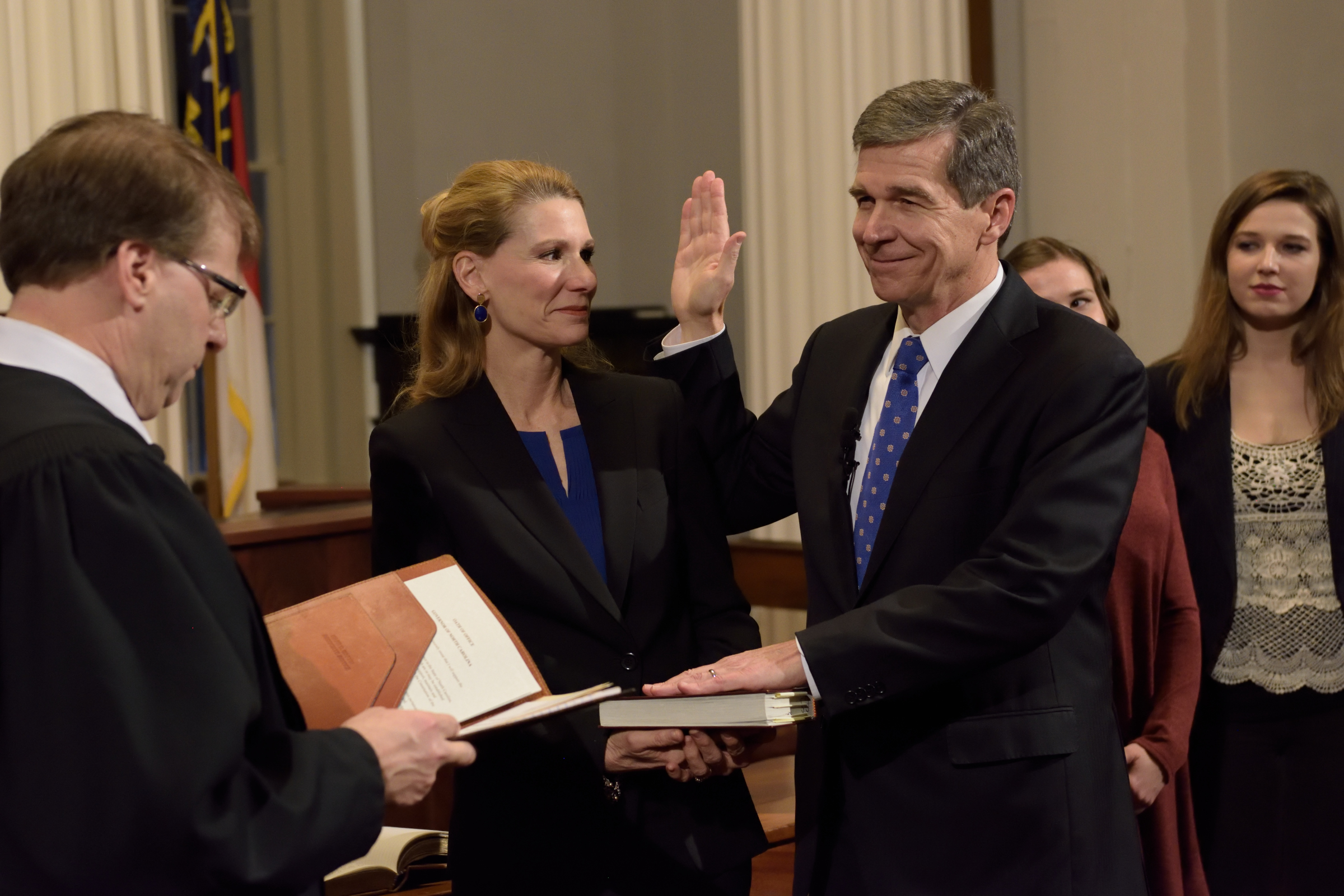
2017年罗伊·库珀州长宣誓就职

与其他州级官员一样，北卡罗来纳州州长候选人必须是该州注册选民。不同于大多数州级职位的最低年龄限制为21岁，州长候选人必须年满30岁，并且在选举前至少为美国公民五年以及在北卡罗来纳州连续居住两年。州长自1972年起每四年选举一次，任期四年直至继任者就职。若选举结果有争议，则由州议会以多数票的方式决定胜负。
州长任期自选举次年1月1日开始，但必须在州最高法院大法官前宣誓后方可正式履职。根据宪法第六章第七节，宣誓誓词适用于所有州官员。自1877年起，州长通常在公众就职典礼中宣誓，并伴随舞会与游行活动。新任州长通常会在私人仪式上从即将卸任的现任州长手中接受印玺。州长可连任一次，非连续任期则不设上限。如果当选州长未能满足任职资格，则由候任副州长则自动继任。副州长虽与州长同年选举，但选举相互独立。

## 权力和职责

### 行政权力和职责
北卡罗来纳州州长的权力与职责来源于州宪法和法律。州长作为州政府的行政首长，宪法赋予其忠实执行州法律的责任。州长可要求各行政机构负责人书面报告相关事务，并可通过行政命令对行政机构进行重组，若未被议会明确否决，该命令具有法律效力。州长同时是北卡罗来纳国民警卫队的当然总司令（除非联邦征召），有权动员其执行法律。此外州长可赦免罪犯、处理引渡请求、代表州参与政府间事务，并作为州预算主管监督财政收支、编制预算并向州议会提出建议及管理联邦援助资金。
该办公室有权任命行政部门官员、部分法官以及州务委员会成员。截至2024年，州长负责300项任命。大多数行政任命不需要立法同意，许多任命者由州长直接任命。一些主要州委员会的任命，包括州教育委员会和北卡罗来纳州公用事业委员会，需要得到议会一院或两院的确认。州长负责任命北卡罗来纳州内阁各部门的部长，包括负责行政、商业、环境质量、卫生和人力资源、信息技术、军事和退伍军人事务、自然和文化资源、公共安全、税收和交通运输的部长。内阁部长须经州参议院确认。在下次州立法选举之前，州长有权任命除副州长之外的临时官员填补州务委员会所有空缺的职位，且无需立法机构同意。州长还可以填补空缺的司法职位，除非法律另有规定。部分州委员会的任命权则为其他州级官员保留，而州长罢免官员的权力受到法院的限制。宪法还允许州长自行决定将部分职责下放给副州长。

### 立法权力和责任

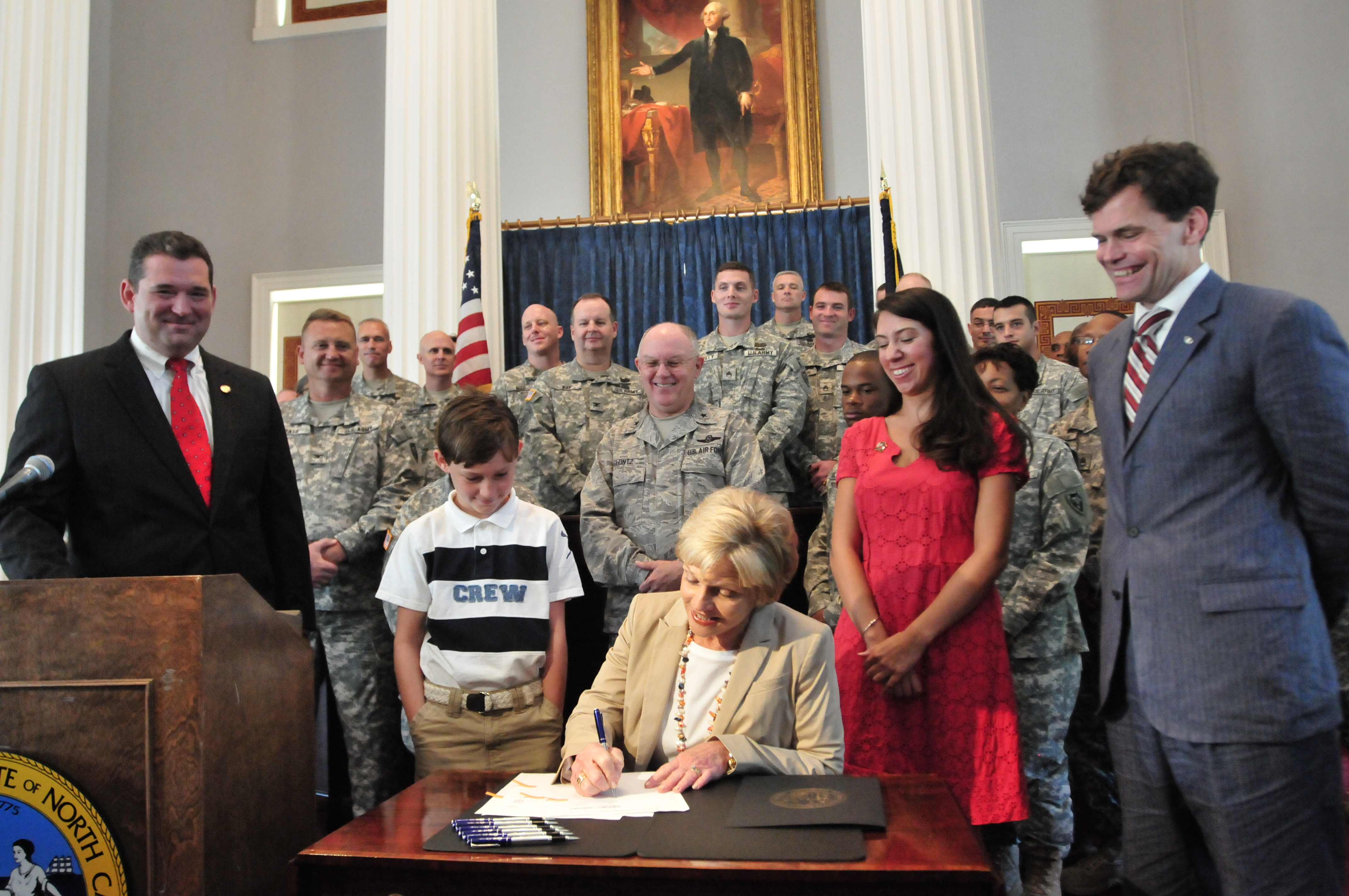
2011年州长贝弗利·珀杜签署法案

根据宪法，州长有义务“向议会报告州政事务，并就其认为适当的措施提出建议”。州长通常会在州议会开幕会议上发表“州情咨文”演讲来履行这一义务，但也可以通过单独的特别讲话来传达此类信息。州长签署州议会通过的、经其批准成为法律的法案，并有权否决其不同意的法案。否决权可被州议会五分之三多数票推翻。如果州长选择不否决法案，则法案无需州长签署即可生效。州长可以在与州务委员会磋商后召集州议会召开特别会议，并有义务在特定情况下召集州议会审查被否决的立法。

### 其他责任

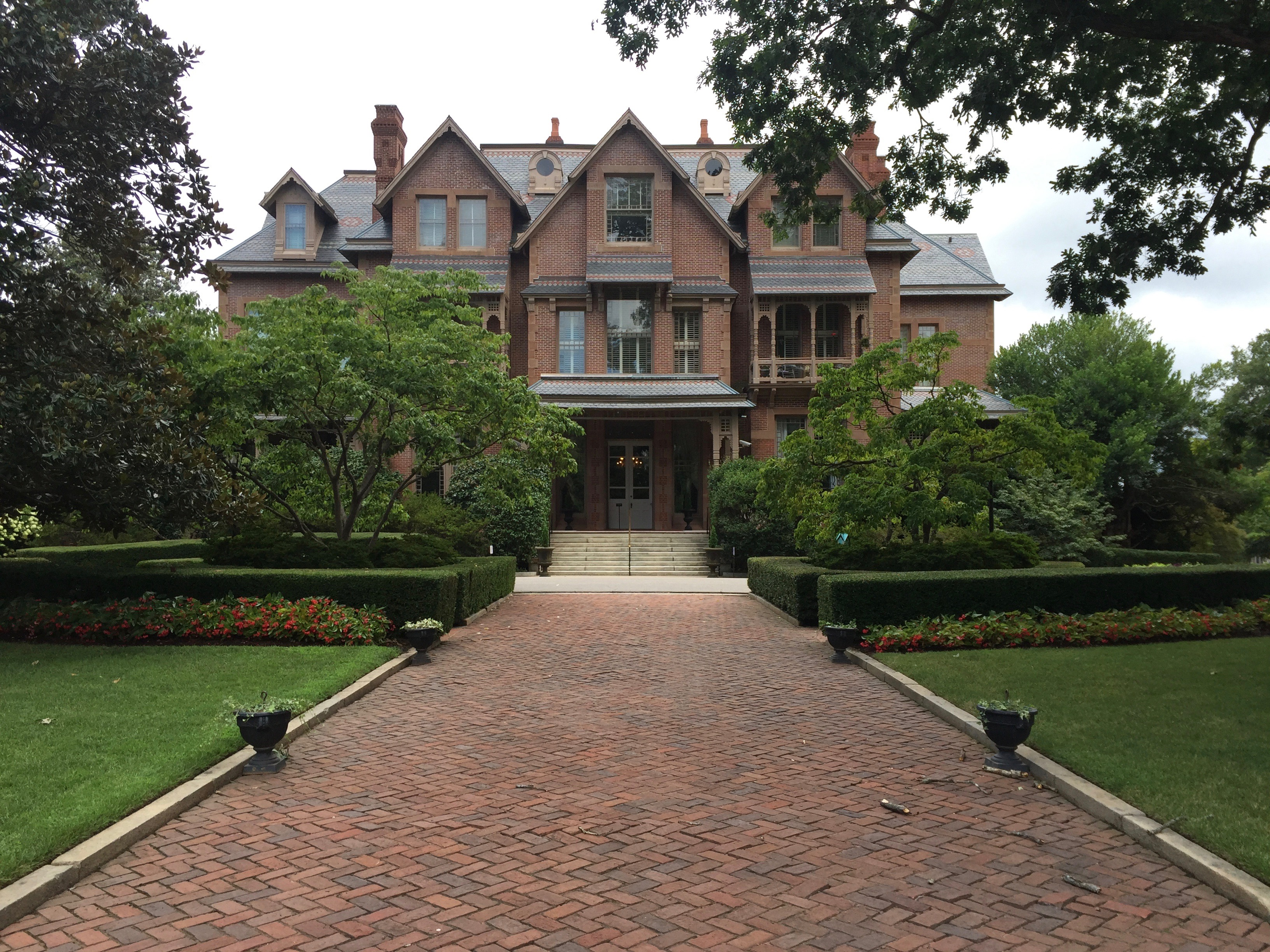
行政官邸是州长的官方宅邸

州长是州务委员会（由民选的州行政长官组成）十名宪法指定的成员之一，负责主持州务委员会会议。该机构的宪法职责极少，其最重要的职责源自法规，包括批准州长对州财产的收购和处置。根据宪法，州长负责保管北卡罗来纳州印玺。宪法授权州长在发生危及公共健康或安全的紧急事件时，允许州或地方政府不经全民公决举债。
宪法规定州长必须居住在州政府所在地。自1891年以来，位于罗利的行政官邸一直是北卡罗来纳州州长及其家人的官邸。州长及其直系亲属（在行政长官任期内被称为“第一家庭”）是该州的象征性领导人。作为州的礼仪元首，州长经常代表州出席官方活动并履行正式职能，例如会见重要人物和主持剪彩仪式。

## 能力、免职和继承
若州长不在北卡罗来纳州，或因身体或精神原因丧失行为能力，副州长将担任“代理州长”。若州长去世、辞职或被免职，副州长或下一顺位的继任者将接任州长并完成原任州长的任期。根据宪法，州长是否丧失行为能力只能由其本人决定。州长可以致函北卡罗来纳州总检察长，说明其身体状况无法履行职责。在告知总检察长其身体状况正常后，他们可以恢复职务。州务委员会有权召集州议会召开特别会议，审议州长的精神状况。大会可以以三分之二多数票通过联合决议，宣布州长精神上丧失行为能力。议会必须将此通知州长，并允许其在投票前就自己的能力表达意见。
除了因精神或身体丧失能力外，宪法规定罢免州长的唯一理由是其犯下可弹劾罪行。若州众议院对州长提出弹劾，州最高法院首席大法官将主持由州参议院组成的弹劾法庭，半数以上参议员出席即构成法定人数。在审理期间，被弹劾的州长将暂停职务。如出席参议员中有三分之二投票赞成即构成定罪，州长将被免职并取消其未来任职资格。
北卡罗来纳州州长继任顺序载于《北卡罗来纳州宪法》第三条第三款和《一般法规》第147.11.1款。继任顺序首先是副州长，然后是参议院临时议长、众议院议长、州务卿、审计员、司库、公共教育总监、总检察长、农业专员、劳工专员，最后是保险专员。

## 办公室架构

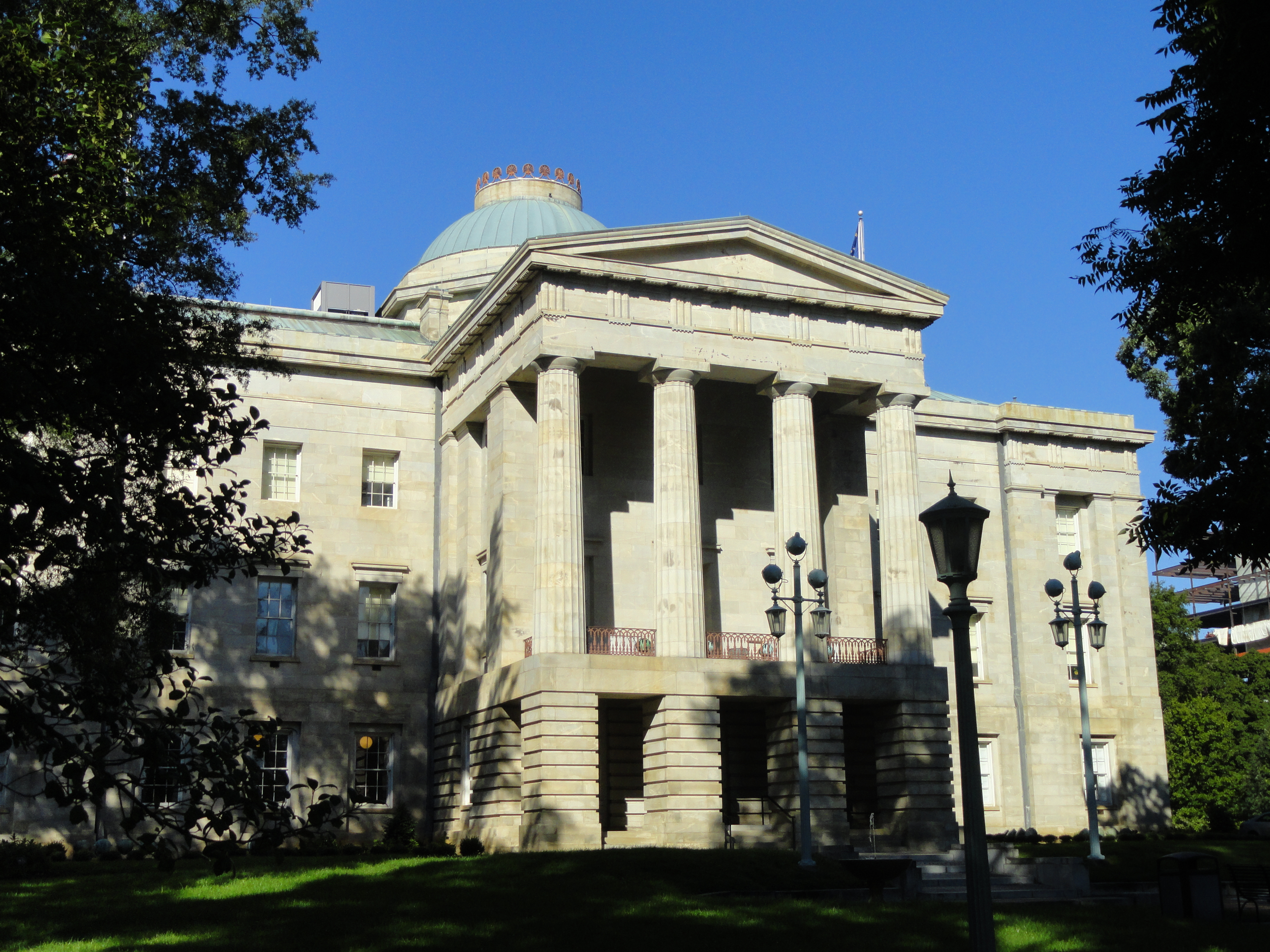
州长办公室位于北卡罗来纳州议会大厦

州长办公室位于州议会大厦，行政大楼内设有另外的办公空间。行政大楼内的办公室计划暂时迁至阿尔比马尔大厦，之后在州长官邸附近建造新的办公设施。地区办事处位于新伯尔尼和阿什维尔，分别负责联系该州东部和西部的地方政府和居民。阿什维尔办事处还负责管理州长位于西部的官邸。华盛顿特区还设有另一个办事处，作为北卡罗来纳州政府与该州国会代表团和联邦政府之间的联络人。北卡罗来纳州公路巡逻队为州长提供安保服务。与所有州务委员会官员一样，州长的薪水由州议会确定，任期内不得削减。截至2025年，州长的年薪为203,073美元。
领导州长管辖范围内行政部门的部长们共同组成州内阁。州内阁级部门有11个，分别是行政、成人矫正、商务、环境质量、卫生与公众服务、信息技术、军事和退伍军人事务、自然和文化资源、公共安全、税收和交通运输部。州长办公室雇用高级职员，协助州长管理内阁并就立法事务提供建议。截至2025年1月，根据《州人力资源法》，州长办公室保留了85名员工。州长还任命了一名法律顾问，为州长、内阁和州议会提供建议。法律顾问还就法律政策事宜提供建议，并调查赦免和减刑的是非曲直。赦免和减刑请求则由赦免办公室审查。
州预算和管理办公室负责编制州预算，并就预算事务向州长提供建议。委员会办公室就州长的任命向州长提供建议。通讯办公室为州长聘请发言人，并为其准备新闻稿、演讲稿和公共活动资料。政策办公室负责制定和审议州长的主要行政和立法政策目标。教育政策办公室负责为州长提供教育事务方面的政策建议，并制定州长从K-12基础教育到高等教育阶段的核心政策倡议。选民服务办公室负责处理公民的问询和信件。公民和信仰外联办公室负责处理与少数群体和宗教相关的事务。立法事务办公室是州长和州议会之间的联络者，并报告立法的进展情况。政府关系办公室是州政府、地方政府和联邦政府之间的联络者。

## 政治动态

### 政治角色
州长通常在所属政党中名义上担任州级领导人。他们常具有影响党内其他领导人选拔、为候选人背书及担任党派代言人的能力。作为知名民选官员，州长享有媒体关注和较高公众认知度，具备议题设定权力，并能影响公众舆论。

### 执政者演变趋势

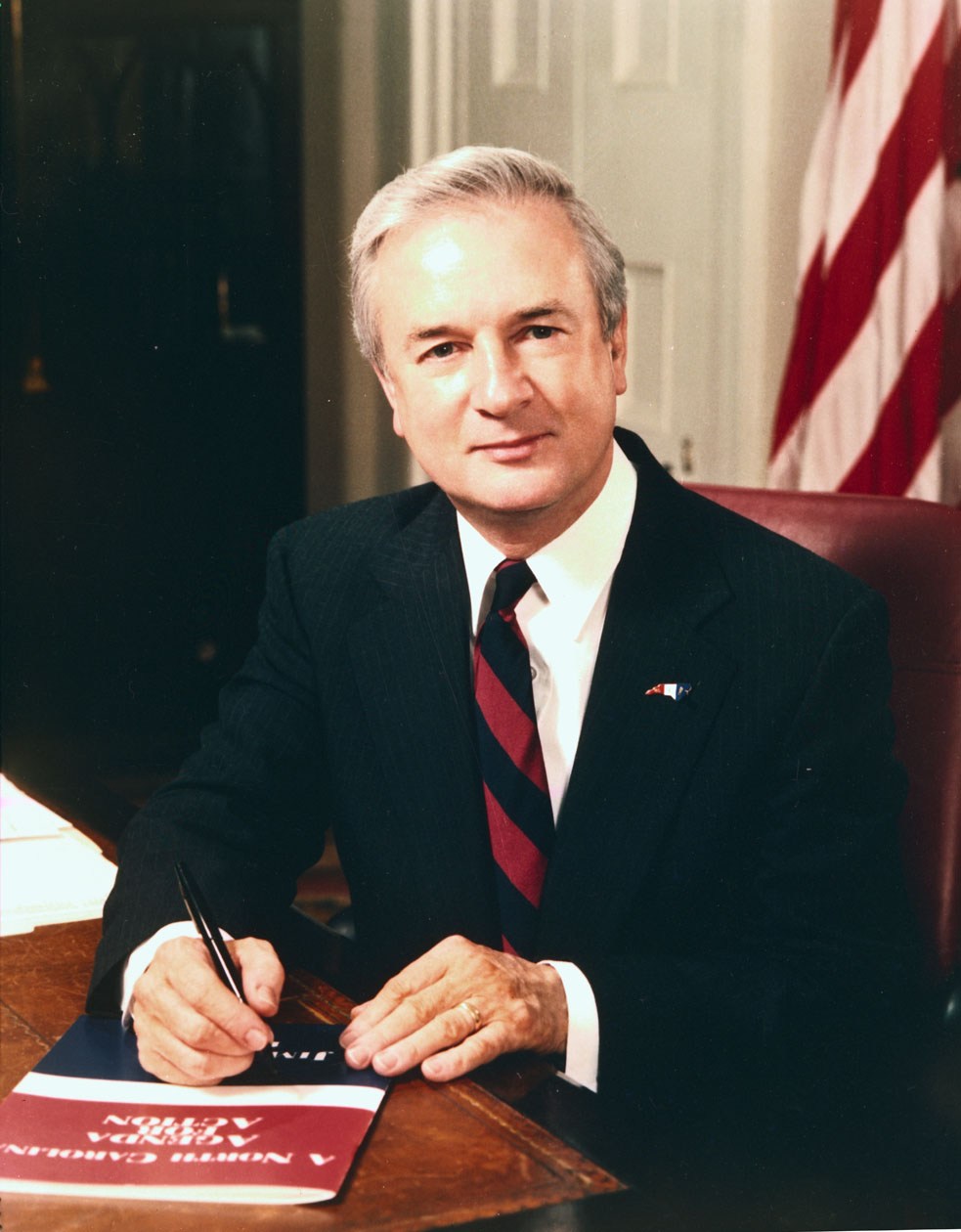
吉姆·亨特是该州任职时间最长的州长

1877年至1972年间，北卡罗来纳州除1896年当选的共和党人丹尼尔·L·拉塞尔外，州长均为民主党人。1836年至1944年，州长大致符合在州东部和西部地区之间轮流产生的规律，这是民主党人内部采用的非正式约定，直至20世纪40年代党内区域派系瓦解。随着1950年后共和党势力增长，州长选举更具竞争性。詹姆斯·霍尔斯于1972年豪泽成为20世纪首位共和党州长，但民主党仍能够在多数选举中取胜。自1901年拉塞尔离职以来，已有23名民主党人和3名共和党人当选州长。自20世纪下半叶开始，民主党州长候选人的表现经常优于总统候选人。共和党州长候选人通常会主动与总统竞选活动建立联系，而民主党候选人则往往选择与本党总统候选人保持一定距离。
绝大多数当选北卡罗来纳州州长者为男性，出生并成长于该州农村，年龄约在50岁左右，具备政治经验，通常为受过大学教育的律师，且多为白人基督徒。2008年当选的珀杜是该州首位女性州长，斯坦则是首位犹太裔州长。和其他州一样的是，现任州长通常在连任选举中占据优势。吉姆·亨特是该州任期最长的州长，分别于1977年至1985年以及1993年2001年任职四届。

### 权力的局限
与其他州相比，北卡罗来纳州州长的制度性权力相对较弱，其否决权也不如大多数州长强大，只需立法机关三分之五多数即可推翻，而大多数州通常需三分之二。州长不具备逐项否决权，且不得否决地方法案、州宪法或联邦宪法修正案以及其他几类立法。州务委员会成员由单独选举产生并独立管理各自事务，加上议会拥有部分任命权，这些都削弱了州长的权力。根据法律规定，州长需要委员会批准某些州财产的收购和处置。此外两党竞争加剧及“分权政府”的出现也进一步限制了州长的政治影响力。